# Bastard Operator From Hell
Bastard Operator From Hell eller BOFH er en fiktiv systemadministrator, opfundet af forfatteren Simon Travaglia, og oprindelig udgivet på usenet i 1992. Historierne er siden blevet genoptrykt i diverse computermagasiner og bøger.
BOFH, som i de første historier huserer på et universitet, hvor der bruger UNIX. Han er grundigt træt af brugerne, der konstant ringer til helldesk. Forfatteren Simon Travaglia begyndte at skrive historierne, da han kedede sig som systemadministrator.
I de senere historier arbejder BOFH i et stort anonymt firma. Da de fleste personer beskrives med titler som 'boss' eller 'CEO' er det ikke til at vide, hvad firmaet laver. En undtagelse er BOFH, som i nogle tilfælde præsenterer sig som Simon. I disse historier går BOFHs ugerninger mest ud over de overordnede, men også marketingafdelingen og økonomiafdelingen må holde for.
Nogle systemadministratorer omtaler sig selv som BOFH, men det er de færreste, der slipper af sted med at lave noget, der bare ligner det, BOFH gør mod de stakkels brugere.